# Mlinárik Márton

Mlinárik Márton ingatlanspecialita

Mlinárik Márton (Salgótarján, ?) közgazdász, ingatlanspecialista, befektető és vlogger, aki 2008 óta dolgozik az ingatlanpiacon Magyarországon. Több mint másfél évtizedes tapasztalattal rendelkezik ingatlanközvetítőként és befektetőként, emellett saját ingatlanközvetítő céget vezet.
Mlinárik Márton közgazdasági diplomát szerzett, és karrierjét 2008-ban kezdte az ingatlanpiacon. A kezdetektől fogva a szakma minden oldalát megjárta: dolgozott milliomos üzletkötőként, irodavezetőként, 6 évig az Immo1 franchise hálózatánál tevékenykedett, ahol több irodát alapított és közel 50 üzletkötőt irányított. Több saját ingatlanbefektetés mellett 17 év tapasztalatával a háta mögött úgy döntött, hogy egyéni vállalkozóként létrehoz egy saját ingatlanközvetítő céget, az Ypsilon Home Kft.-t, annak érdekében, hogy minél rugalmasabban tudja kiszolgálni ügyfeleit és valós szakmai értéket teremtsen.
Mlinárik Márton munkájában kiemelt figyelmet fordít a teljes körű, minőségi ingatlanértékesítésre és -vételre. Csapata szakmai irányítása alatt az ingatlanok 98%-át sikeresen értékesítik, és ügyfeleik megelégedettségét helyezik előtérbe. A szakember a piac legfrissebb trendjeit folyamatosan figyelemmel kíséri, videós tartalmakban (YouTube csatornáján) is megosztja tapasztalatait, elemzéseit és tanácsait.
Mlinárik Márton kidolgozott egy háromrészes könyvcsomagot, az Ingatlanostudás szériát, amely a hazai ingatlanpiaci ismereteket és befektetési stratégiákat foglalja össze. A kötetek között megtalálható az Ármaximalizálás című könyv a sikeres értékesítés technikáival, a Befektetés könyv a profitábilis ingatlanbefektetésekhez, valamint az Esettanulmányok könyv valódi példákon keresztül mutatja be a megvalósítási lehetőségeket.
Mlinárik aktív online jelenléttel rendelkezik, különösen a YouTube-csatornáján, ahol oktató és piaci elemző videókat tesz közzé, és együttműködik ingatlanszakértőkkel. Számos követője számára a hiteles és naprakész információforrásként szolgál az ingatlanpiac irányairól, tanácsokról, támogatásról, de megtalálható a Spotify-on is.

#### Cikkek, interjúk, szereplések
- Piac&Profit: 30 százalékos drágulás sem kizárt az ingatlanpiacon (magyar nyelven). Piac&Profit, 2025. március 16. (Hozzáférés: 2025. július 30.)
- Ingatlanárak 2025: Meddig tart az emelkedés? (magyar nyelven). ORIGO, 2025. március 14. (Hozzáférés: 2025. július 30.)
- Ágnes, Bódi: Ingatlanárak 2025: Meddig tart az emelkedés? (magyar nyelven). SzeretünkUtazni.hu, 2025. március 14. (Hozzáférés: 2025. július 30.)
- Ingatlanárak 2025: Meddig tart az emelkedés? (magyar nyelven). Hír TV, 2025. március 19. (Hozzáférés: 2025. július 30.)
- Ingatlan.com – bemutatkozás
- Beszélgetés Róna Egonnal – SpiritFM
- EconoMX Ingatlanban Otthon vlog sorozat
- Ezért drágulnak az ingatlanok – MMOnline
- Érdemes idén ingatlanba fektetni? – ProfitLine
- Hónapok óta folyamatosan drágulnak az ingatlanok – Hungarian Press